# Ђурађ I Балшић
Ђурађ I Балшић (стсл. Гюргь Балшикь) био је српски великаш из династије Балшића.
Заједно са браћом (Страцимиром и Балшом) и оцем (Балшом) проширио је власт своје породице на Скадар (1360) и предео између Скадарског језера и Јадранског мора, а највероватније и на град Бар. Они су 1361. године постали почасни дубровачки грађани, а наредне године и млетачки. Током рата између Србије (Војислава Војиновића) и Дубровника (1361—1362), Балшићи су стали на страну Дубровчана. Већ 1363. године отпочели су сукоби на југу њихових поседа, против кнеза Карла Топије. Током њих, Ђурађ је у пролеће 1364. године заробљен, а пуштен је, уз откуп, након склапања мира 1366. године, уз посредовање Дубровчана. Ђурађ се 1369. године, заједно са браћом, обавезао да ће прећи у католицизам, у покушају да уз подршку папства ојачају и прошире своју државу.
Ђурађ и Балшићи су били блиско повезани родбинским везама са краљем Вукашином, што је довело до њиховог удруживања у борби против Николе Алтомановића. Ђурађ је почетком лета 1371. године примио у Скадру краља Вукашина и његовог сина Марка, који су дошли са својим снагама. Њихове припреме за напад ка Оногошту, прекинуле су вести о упадима Османлија у област Вукашиновог брата, деспота Угљеше, због чега су се Мрњавчевићи повукли из Зете и упутили ка Серу.
После слома браће Мрњавчевића у Маричкој бици, 26.09.1371. године, Балшићи су упали у њихове земље и проширили своју власт на Пећ и Призрен, а после Страцимирове смрти 1372. године, Ђурађ преузима вођство међу Балшићима. Он је власт своје породице проширио на залеђе Дубровника, Конавље, Требиње и Драчевицу (1373), али су те области 1377. године пришле бану Босне Твртку. Преминуо је 13.01.1378. године, а власт над државом Балшића, преузео је његов преостали брат, Балша II.

## Младост
У исправи цара Уроша којом Војиславу Војиновићу уступа светодмитровски доходак за 1358. годину први пут се помињу Балшићи. О њима пре 1359. године нема савремених података, а једини извор о њиховом пореклу је Орбин који каже да је њихов отац, Балша, био сиромашан властелин који је држао само једно село. Они 1360. године већ представљају крупну властелу. Браћа Балшићи иступала су јединствено. У дубровачким документима чешће се спомињу као породица него појединачно. Након смрти Војислава Војиновића почиње њихов брз успон. Пада у очи изненадан нестанак властелина Жарка са ових простора. Ђурађ је касније, после 1371. године, оженио његову ранију супругу. Балшићи су 1360. године вероватно држали само Бар. Улцињ нису држали, а такође ни Будву где се осамосталио кастелан Површко. Међутим, иако им је територија била више него упола мања од Војиславове, Балшићи су деловали самосталније од хумског кнеза. Склопили су савез са Дубровником, непријатељем Уроша у овом рату. Дубровчани стварају везе са Балшићима. Додељују им грађанство и нуде заједнички напад на Котор, али се савез свео на непосредне изјаве пријатељстава. Балшићи се ни не помињу у миру у Оногошту склопљеном 1362. године.
Војислав се након завршетка рата спремао да се обрачуна са Балшићима тражећи од Дубровника једну ратну лађу. Дубровчани су одбили да му је дају правдајући се да су обојица под истим господаром. Рат је спречила изненадна смрт Војислава Војиновића, вероватно од куге, крајем 1363. године.

## Рат против Карла Топије
Освајање Горње Зете свакако је један од највећих успеха Балшића у првим годинама њиховог успона. Горња Зета освојена је свакако до 1363. године. Балшићи 1362. године неуспешно опседају Улцињ. Након смрти Војислава Војиновића долази до сукоба Балшића и Карла Топије око области Река (од Бојане на северу до Војуше на југу). На страну Балшића стао је будвански властелин Површко, а на страну Топије Драч. Сукоби су избили 1364. године. Површко је изгледа био потчињен Балшићима пред сам крај свог живота. Дубровачки заповедник галије је Ђурђу Балшићу изјавио саучешће јер је у опсади Будве (од стране Котора 1364. године) погинуо његов сервидор. Будва је изгледа, након ове опсаде, припала Балшићима. Међутим, новембра 1364. године, свакако најпредузимљивији од браће, Ђурађ Балшић, пао је у заробљеништво. Језгро државе Карла Топије чинила је област око Драча. Изгледа да је, такође од куге, 1363. године умро и Јован Комнин Асен. Као господар Канине и Валоне, Александар (Асенов наследник) склопио је 1368. године уговор о пријатељству са Дубровником. За разлику од Александра (носио титулу господина), Блаж Матаренго је носио високу титулу севастократора. Вероватно ју је добио од цара Симеона. Матаренго се као жив последњи пут спомиње 1367, а Александар 1368. године. Тако су Балшићи остали једини противници Карла Топије који је од 1368. године најмоћнији господар на јадранској обали. Носио је титулу принцепса Албаније.
Иако млађи, Балша II је наследио свог брата на челу породице. Балшићи су имали ослонац у Вукашину Мрњавчевићу. Топија је држао Ђурђа у заробљеништву читаве две године након чега су наступили преговори о миру. Посредовао је дубровачки поклисар. Мир је закључен, откуп плаћен, а Ђурађ ослобођен. Балшићи брзо потискују Карла Топија ка југу.
Сукоб цара Уроша и Мрњавчевића био је сигнал да се Балшићи одметну од централне власти. Они су то учинили и раније. Још током рата Дубровника и Војислава Војиновића, Балшићи су у сукобу са Котором. Док је слаба Гојислава управљала Војиславовом државом, Ђурађ је био у заробљеништву. Котор је тада одахнуо и чак прешао у офанзиву. Которани су покушали да заузму Будву, а том приликом је страдао Површко. После Површка се као господар Будве јавља Никола Захарија који 1365. године постаје дубровачки грађанин, али је истовремено град прихватао и власт Млетачке републике и Балшића.

## Опсада Котора
Након склапања мира са Карлом Топијом Балшићи опседају Котор. Опсада је трајала четири године и превазилазила је одбрамбену моћ Котора. Рат је паралисао привредни живот града. Нагло је нарушена равнотежа између Дубровника и Котора. Међутим, Которани се нису предавали што је и разумљиво. Док је било јаке централне власти, Бар је плаћао српском владару порез од 100 перпера. Ђурађ је присилио Бар да му плаћа 2000 перпера. Слична судбина чекала је и Котор, а велики део трговачког профита прешао би у руке Балшића. Которани се стога нису предавали. Показали су дипломатску вештину достојну Дубровника. Интервенисао је чак и папа Урбан V који на неколико адреса шаље позив у помоћ. Балшићи су приликом опсаде Котора прешли у католицизам како би умањили ефикасност которске дипломатске мисије у Риму и придобили истовремено арбанашко племство окупљено око Карла Топије. Млечани такође посредују у склапању мира. Око Млетачке и Балшића дошло је до сукоба јер је Ђурађ желео да изгради флоту са чиме се Млечани нису слагали. И поред тога, Ђурађ је градио и оружао флоту у Будви, Улцињу и Бару. Млечани су се ограничили само на претње овим градовима. До мира је дошло на пролеће 1370. године. Услед недостатка извора, тешко је реконструисати даљи ток догађаја. Зна се да је након опсаде, током 1370. или почетком следеће године, Котор признао врховну власт угарског краља Лајоша. Изгледа да су га Балшићи, користећи се тренутном слабошћу Николе Алтомановића, поново угрозили те је град, исцрпљен десетогодишњим ратовањем, прихватио туђинску власт. У склапању споразума посредовали су Дубровчани, а могуће и сам Никола Алтомановић који је био у добрим односима са мачванским баном Николом Горјанским. Котор је од 1370. године од стране српског цара третиран исто као Дубровник. Изгубио је повластице које је имао у Царству. Био је то крај његовог привредног успона. Урош није могао да га брани од Балшића иако је 1369. године покушао да Млечане придобије да флотом помогну разбијање опсаде.

## Однос са Николом Алтомановићем и Твртком Котроманићем
Вукашин је препустио Котор својим рођацима Балшићима, тим пре што је Котор био на страни Николе Алтомановића, непријатеља две породице. Против жупана је створена коалиција Балшића и Мрњавчевића. Вукашин и Марко су 1371. године боравили у Скадру одакле је требало да крену у заједнички напад на Алтомановића. Жупана је спасао изненадни долазак Турака. Након Маричке битке, обласни господари се отимају о територије Мрњавчевића. Ђурађ је отерао своју жену Оливеру јер политичких разлога за брак није више имао. Оженио је удовицу бившег властелина Жарка, ћерку деспота Дејана. Следеће године Ђурађ је заузео Призрен. Страцимир је умро 1372. године.
Мавро Орбин пише о сукобима Марка и Ђурђа у околини Костура. Он каже да је Маркова жена Јелена издала свог мужа и отворила капије града четама Балше Балшића, за кога се касније и преудала. Да би повратио Костур, Марко је позвао у помоћ Турке. Опседнутом Балши је у помоћ притекао брат Ђурађ те је најстарији Вукашинов син изгубио и град и неверну жену.
Након уклањања и ослепљивања Николе Алтомановића, Дубровачка република се 1373. године обавезала да светодмитровски доходак исплаћује Балшићима. Ђурађ заузима Требиње, Конавли и Драчевицу позивајући се на сродство са династијом Немањића. Међутим, чак је и повезаност Твртка била јача. Ђурђев брат Балша оженио се 1372. године Комнином, ћерком Јована Асена Комнина. На том браку су Балшићи заснивали своју везу са Немањићима. Твртко је сматрао да Балшићи не заслужују новоосвојене територије јер у рату нису учествовали, чак су и подржавали Николу Алтомановића. То је разлог за избијање сукоба. Јануара 1377. године Твртко је подстакао побуну у Требињу. Исте године, пре крунисања за краља Срба и Босне, заузео је Требиње, Конавли и Драчевицу. Орбин пише о продору Ђурђа Балшића и Карла Топије у јужне делове Босанске државе. Међутим, Ђурађ је умро после три месеца. Дубровчани од 1378. године светодмитровски доходак плаћају Твртку.

## Породица
Ђурађ се женио два пута:
- Оливером Мрњавчевић, ћерком Вукашина Мрњавчевића, са којом је имао две ћерке:
  - Јелисавету, удату за скадарског властелина Рајка Монету
  - Гојславу, удату за захумског властелина Радича Санковића

Њу је после погибије њеног оца и стрица у Маричкој бици отерао и оженио се:
- Теодором Дејановић, удовицом Жарка Мркшића и ћерком деспота Дејана, са којом је имао:
  - Јевдокију, удату за Јањинског деспота Исаула де Буонделмонтија
  - Константина, који је једно време владао Кројом

Поред њих, Ђурађ је имао и једног ванбрачног сина (Ђурђа), који се 10.03.1392. године помиње као млетачки грађанин.
Милан Кашанин је сматрао да су Ђурађ и његов син Константин представљени на једној фресци у Пећкој патријаршији.